# Okręg wyborczy nr 64 do Sejmu Polskiej Rzeczypospolitej Ludowej (1989–1991)
Okręg wyborczy nr 64 do Sejmu Polskiej Rzeczypospolitej Ludowej (1989–1991) obejmował Nowy Sącz oraz gminy Bobowa, Chełmiec, Dobra, Gorlice, Gorlice (gmina wiejska), Grybów, Gródek nad Dunajcem, Jodłownik, Kamienica, Kamionka Wielka, Korzenna, Krynica, Laskowa, Limanowa, Łabowa, Łącko, Łososina Dolna, Łukowica, Łużna, Moszczenica, Muszyna, Nawojowa, Niedźwiedź, Piwniczna, Podegrodzie, Sękowa, Stary Sącz, Tymbark i Uście Gorlickie (województwo nowosądeckie). W ówczesnym kształcie został utworzony w 1989. Wybieranych było w nim 5 posłów w systemie większościowym.
Siedzibą okręgowej komisji wyborczej był Nowy Sącz.

## Wybory parlamentarne 1989

### Mandat nr 244 –Polska Zjednoczona Partia Robotnicza
| Kandydat | I tura | I tura | II tura | II tura |
| Kandydat | Głosów | %      | Głosów  | %       |
| --- | ------ | ------ | ------- | ------- |
| Franciszek Rusnarczyk                                                                                          | 33 870 | 19,12  | 23 834  | 43,25   |
| Wacław Janik                                                                                                   | 33 227 | 18,75  | 17 373  | 31,53   |
| Liczba głosów ważnych: 177 183 (I tura) • 55 108 (II tura) Źródło: Państwowa Komisja Wyborcza I tura i II tura |        |        |         |         |

### Mandat nr 245 –Polska Zjednoczona Partia Robotnicza
| Kandydat | I tura | I tura | II tura | II tura |
| Kandydat | Głosów | %      | Głosów  | %       |
| --- | ------ | ------ | ------- | ------- |
| Mieczysław Brudniak                                                                                            | 21 929 | 12,66  | 30 985  | 53,80   |
| Franciszek Zięba                                                                                               | 21 801 | 12,59  | —       | —       |
| Kazimierz Żegleń                                                                                               | 18 491 | 10,67  | —       | —       |
| Liczba głosów ważnych: 173 236 (I tura) • 57 594 (II tura) Źródło: Państwowa Komisja Wyborcza I tura i II tura |        |        |         |         |

### Mandat nr 246 –Zjednoczone Stronnictwo Ludowe
| Kandydat | I tura | I tura | II tura | II tura |
| Kandydat | Głosów | %      | Głosów  | %       |
| --- | ------ | ------ | ------- | ------- |
| Stanisława Popiela                                                                                             | 23 293 | 13,90  | 25 219  | 45,77   |
| Jacek Bugański                                                                                                 | 22 812 | 13,61  | 19 516  | 35,42   |
| Władysław Garcarz                                                                                              | 10 682 | 6,37   | —       | —       |
| Zbigniew Skwarczek                                                                                             | 9641   | 5,75   | —       | —       |
| Liczba głosów ważnych: 167 618 (I tura) • 55 104 (II tura) Źródło: Państwowa Komisja Wyborcza I tura i II tura |        |        |         |         |

### Mandat nr 247 –Unia Chrześcijańsko-Społeczna
| Kandydat | I tura | I tura | II tura | II tura |
| Kandydat | Głosów | %      | Głosów  | %       |
| --- | ------ | ------ | ------- | ------- |
| Ryszard Zieliński                                                                                              | 37 221 | 21,20  | 25 048  | 45,44   |
| Marian Sury | 24 376 | 13,77  | 18 021  | 32,69   |
| Liczba głosów ważnych: 177 075 (I tura) • 55 126 (II tura) Źródło: Państwowa Komisja Wyborcza I tura i II tura |        |        |         |         |

### Mandat nr 248 – bezpartyjny
| Kandydat                                                          | Głosów  | %     |
| ----------------------------------------------------------------- | ------- | ----- |
| Józef Jungiewicz                                                  | 131 319 | 76,55 |
| Kazimierz Pazgan                                                  | 20 953  | 12,21 |
| Adolf Dutka                                                       | 3909    | 2,28  |
| Adam Maniak                                                       | 3340    | 1,95  |
| Roman Duchnik                                                     | 2931    | 1,71  |
| Liczba głosów ważnych: 171 558 Źródło: Państwowa Komisja Wyborcza |         |       |